# Об'єднаний інститут економіки НАН України
50°26′3.9847″ пн. ш. 30°32′16.1066″ сх. д. / 50.434440194° пн. ш. 30.537807389° сх. д.
Об'єднаний інститут економіки НАН України — науково-дослідний інститут в Україні, який існував з різними назвами з 1936 до 2005, на базі якого була створена низка сучасних наукових установ НАН України.

## Колишні назви Інституту
- 1936 — Аграрно-економічний інститут АН УРСР
- 1936—1991 — Інститут економіки АН УРСР
- 1991—1994 — Інститут економіки АН України
- 1994—2004 — Інститут економіки НАН України
- 2004—2005 — Об'єднаний інститут економіки НАН України

## Історія Інституту
Рішенням Президії АН УРСР від 27.07.1936 № 25 на базі Інституту економіки ВУАМЛІН та Інституту сільськогосподарської економіки Народного комісаріату землеробства УРСР було створено Аграрно-економічний інститут АН УРСР. Рішенням Президії АН УРСР від 13.12.1936 № 41 Інститут був перейменований в Інститут економіки АН УРСР. В кінці 1937 до його складу увійшов Інститут демографії і санітарної статистики АН УРСР.
В перші роки існування (1936—1938) Інститут видав лише один збірник — «Радянська Україна за 20 років» (1937), що носив пропагандистський характер. Умови досліджень в ті часи були дуже складними. Першого директора Інституту О. М. Асаткіна було розстріляно після спроби надрукувати матеріали перепису населення 1937 року, які красномовно показували демографічну катастрофу внаслідок голодомору 1932—1933 рр. Його наступник В. П. Теплицький також був заарештований в 1938, але після війни реабілітований. В 1939—41 Інститут, очолюваний В. В. Рудницьким, активізував наукову роботу. В ньому розроблялися проблеми продуктивності праці на Донбасі, видано «Социалистическое сельское хозяйство Советской Украины» (1939) та ін. монографії. Науково значимими були праці М. В. Птухи з історії української і російської статистики і праці К. Г. Воблого з економічної географії України.
Під час війни з середини літа 1942 р. діяльність Інституту було відновлено в Уфі (Башкирська АРСР), куди було евакуйовано установи АН УРСР. Там діяли чотири відділи, в тому числі економічної географії і статистики. Там у 1942 за ініціативи академіка К. Г. Воблого була видана істориками книга «Нарис історії України», до якої Костянтин Григорович написав розділ з оцінки природних багатств. 1943 року в Уфі була опублікована в скороченому вигляді колективна праця «Народне господарство Радянської України».
Після війни робота Інституту була тісно пов'язана з відбудовою народного господарства УРСР. Продовжувались дослідження стосовно продуктивності праці в промисловості, щодо економічного районування та історії народного господарства, видано праці: «Економічна географія УРСР» (т. І), «Народне господарство УРСР» та ін. Згодом рівень роботи знову понизився через обмежені можливості використання статистичних джерел і панування партійного доктринерства, що частково послабло після 1953. З праць цього періоду виділяються: «Нариси економічної географії УРСР» в 2 томах (1949—1952), «Нариси розвитку народного господарства УРСР» (1949), згодом доповнені і перевидані російською мовою, «Нариси з історії економічної думки на Україні» (1956), «Радянська Україна» (1957) та кілька монографій з прикладної, галузевої економіки.
У 1960-х, за часів «косигінської господарської реформи» або «ліберманізації радянської економіки» (за ім'ям відомого харківського економіста, професора О. Г.  Лібермана), кількість працівників Інституту збільшилася втричі для «забезпечення наукового супроводу реформи». В Інституті, який на той час очолював О. О. Нестеренко, було створено нові відділи (статистики, економіки праці). У складі відділу політичної економії була організована наукова група з дослідження проблем світової економіки; у відділі історії народного господарства набули подальшого розвитку дослідження з історії економічної думки України.
Відділення Інституту були відкриті у Донецьку (з 1967 на його базі створено Інститут економіки промисловості АН УРСР), Львові (1964), Харкові (1965) і Одесі (1970). В Івано-Франківську працював відділ економічного аналізу і резервів виробництва Львівського відділення.
У другій половині 1960-х Інститут на чолі з С. М. Ямпольським провів значну роботу з підвищення теоретичного рівня наукових досліджень у сфері економіки, зосередившись на обраному науковому напрямі — дослідженні економічних проблем науково-технічного прогресу. Вперше в історії Інституту з 1965 його економічні дослідження були орієнтовані на експерименти, які проводились у господарській практиці, зокрема при розробці питань вдосконалення планування і матеріального стимулювання на підприємствах різних галузей промисловості.
За час роботи академіка І. І. Лукінова на посаді директора Інституту економіки (1976—2003) останній перетворився на великий науковий центр. Істотно змінилась структура інституту: замість дрібних підрозділів, що займалися розробкою галузевої тематики, з'явилися нові великі відділи з найважливіших напрямів економічної науки. В той час досліджувались теоретичні проблеми відтворення виробництва, вдосконалення міжгалузевих зв'язків та балансових ув'язок, розвитку невиробничої сфери, соціально-економічні проблеми праці, соціально-економічні проблеми села та підвищення ефективності сільськогосподарського виробництва, агропромислової інтеграції, теоретичні проблеми управління та економіко-математичного моделювання тощо.
З метою поглиблення спеціалізації наукових досліджень переважно на базі наукових підрозділів Інституту було організовано нові наукові установи: Інститут світової економіки і міжнародних відносин НАН України (1978 р.), Інститут економічного прогнозування (1997 р.). На самостійні інститути були перетворені також Одеське та Львівське відділення Інституту економіки. В 1991 на базі Одеського відділення створено Інститут проблем ринку та економіко-екологічних досліджень (ІПРЕЕД) — провідний науковий підрозділ НАН України на півдні України. В 1994 Львівське відділення було перетворено на Інститут регіональних досліджень НАН України, який згодом став провідною академічною установою в Україні з проблем регіональної політики та транскордонного співробітництва.
Назва установи змінювалася та уточнювалася: з грудня 1936 — Інститут економіки АН УРСР (з 1991 року — АН України; з 1994 року — НАН України), з 2004 — Об'єднаний інститут економіки НАН України (створений постановою Президії НАН України від 08.10.2003 № 242). 1 жовтня 2005 за рішенням Національної академії наук України Об'єднаний інститут економіки НАН України був ліквідований.
В 1997 на базі наукових підрозділів Інституту економіки було організовано нову наукову установу — Інститут економічного прогнозування, правонаступником якого з 2005 є Державна установа «Інститут економіки та прогнозування НАН України».

## Структура Інституту
До 1939 Інститут складався з 2 секторів (промисловості і сільського господарства) та 2 груп (історії народного господарства та фінансів). В 1957, після кількох реорганізацій, мав 5 відділів: економіки промисловості, економіки сільського господарства, розміщення виробництва, історії народного господарства та політичної економії. В 1980 до складу Інституту входили 6 наукових відділів, що складались з 16 секторів та інших підрозділів, а також обчислювальний центр; в них працювало 354 чол., з яких 135 — наукові співробітники (в тому числі 19 докторів і 97 кандидатів наук).

## Директори інституту
- Асаткін Олександр Миколайович — в 1936—1937;
- Теплицький Василь Пахомович — в 1937—1938;
- Рудницький Василь Васильович — в 1939—1941;
- Воблий Костянтин Григорович — в 1942—1947;
- Фейгін Яків Григорович — в 1947—1948;
- Першин Павло Миколайович — в 1948—1950;
- Румянцев Олексій Матвійович — в 1950 — липень 1952;
- Короїд Олексій Степанович — в 1952
- Яснопольський Леонід Миколайович — в 1952—1953;
- Нестеренко Олексій Олексійович — в 1953—1965;
- Ямпольський Стефан Михайлович — в 1965-1967-в.о., 1967—1970;
- Багрій Петро Іларіонович — в 1971—1976;
- Лукінов Іван Іларіонович — в 1976—2003;
- Пирожков Сергій Іванович — в 2003—2005.

## Відомі особистості
- Птуха Михайло Васильович
- Геєць Валерій Михайлович
- Чумаченко Микола Григорович
- Шевченко Антон Юхимович
- Пахомов Юрій Миколайович
- Долішній Мар'ян Іванович
- Герасимчук Микола Семенович
- Лященко Петро Іванович
- Безчасний Леонід Костянтинович
- Алимов Олександр Миколайович
- Агафонов Олександр Костянтинович
- Корнієнко Василь Петрович
- Шепотько Людмила Олександрівна
- Онищенко Олексій Мусійович
- Карпека Володимир Васильович

## Фахові періодичні видання інституту
- журн. «Экономика Советской Украины»
- журн. «Економіка Радянської України»
- журн. «Економіка України»